# منظمة مجاهدي الثورة الإسلامية الإيرانية

شعار الحزب

منظمة مجاهدين الثورة الإسلامية في إيران (سازمان مجاهدين انقلاب إسلامي إيران) هو حزب سياسي إصلاحي في إيران بدأ نشاطه في سنة 1986 وهو تكتل جمع في طياته 7 منظمات رئيسية نشطت في زمن ما قبل الثورة الإيرانية سنة 1979 وخلال الثورة أيضا. وكانت معظم هذه المجموعات السبع قد اتخذت من النضال المسلح طريقاً للمحاولة في إسقاط نظام الشاه.
مايميز هذا الحزب عن باقي الاحزاب البداية اليسارية التي بدأ بها فكان يؤمن بمنهج اليسار السياسي، كذلك العمل المسلح الذي قام به يجعله من المنظمات الفريده التي آمنت بالنضال المسلح في زمن الشاه. علماً بإن الاندماج بين الفرق السبع جعلت هذه المنظمة تدخل في الكثير من الصراعات الداخلية خصوصا بعد انتصار الثورة وذلك بسبب بعض الافكار التي اعتقدها بعد الاعضاء المؤسسين إلا أن الهدف الواحد كان يجمع اعضائها من جديد. وابرز هذه الخلافات كانت عام 1981 أي قبل التشكيل الرسمي للمنظمة الحالية بـ 5 سنوات والذي ساهم في توحيد أعضاء المنظمة.

## المؤسسين الرئيسسين
محمد سلامتی (الأمين العام للمنظمة، وزير للزراعه في 4 حكومات متعاقبه)
بهزاد نبوي (عضو مؤسس، مستشار تنفيذي في حكومة ميرحسين الموسوي، عضو سابق في مجلس الشورى)
محسن آرمین (عضو مؤسس وعضو في مجلس شورى المنظمة، قائد سابق في الحرس الثوري، عضو سابق في مجلس الشورى الإسلامي، رئيس تحرير الصحيفة الرسمية للحزب والتي تم منع اصدارها في عام 1994)
سيد مصطفی تاج‌زاده (عضو مجلس شورى المنظمة، عضو في حزب المشاركة الإصلاحي، ووكيل وزارة الداخلية في حكومة خاتمي)
سید هاشم آقاجری (عضو في المنظمة، أستاذ جامعي)
صادق نوروزی (رئيس المجلس العقائدي السياسي للحزب)
جاء قرار دمج الفرق المكونة لهذه المنظمة بعد محاولات من الاعضاء المؤسسين للمنظمة وبسبب الاهداف المشتركة والقواسم المشتركة في النضال المسلح زمن حكم الشاه تمت الموافقة على دستور الحزب فندمجت الفرق السبعة وهي: فرقة الامه الواحدة، فرقة بدر الموحده، فرقة صف الموحده، فرقة الفلاح، فرقة الفلق، فرقة المنصورين وفرقة الموحدين.

## نشاط المنظمة أثناء الحرب العراقية الإيرانية
بسبب التجارب العسكرية التي خاضتها هذه الفرق قبل أنتصار الثورة الإسلامية، أصبح لها دور بارز في الحرس الثوري والجيش الإيراني بحيث كانت أكثر قيادات هذه الفرق واعضائها ضمن التركيبة العسكرية للنظام الإسلامي في إيران. من ابرز الانتصارات التي حققها قادة الحزب 1. السيطرة على الحركات التحرريه التي قامت بعد انتصار الثورة في كردستان 2. الانتصار في أكثر من مناسبة على منظمة مجاهدي خلق التي كانت تشن حملات عسكرية على إيران من مواقعها في العراق. ولعل من أشهر القادة العسكرية لمنظمة «مجاهدين الثورة الإسلامية» هم: الشهيد محمد بروجردی (قائد في الحرس الثوري) الشهيد صياد شيرازي (نائب القائد العام للقوات المسلحة) محسن رضائي (قائد سابق للحرس الثوري) سعيد حجاريان (من مؤسسين المخابرات الإيرانية)
إلا أن وبسبب قرار الامام الخميني في منع القادة العسكريين في الانخراط في العمل السياسي، تم الطلب من هؤلاء القادة الاختيار بين العمل العسكري أو السياسي، وبسبب الوضع العسكري لايران في ذلك الوقت وبسبب الحرب الإيرانية العراقية تم القرار بأن يستقيل القادة المهمين من الحزب ليتفرغ هؤلاء القادة لقيادت القوات العسكرية إلا ان «محسن آرمین» فضل الاستقالة من الحرس الثوري والتفرغ للعمل السياسي ليكون من أعضاء مجلس الشورى في سنين مختلفة.

## بعد وفاة الامام الخميني
عانت هذه المنظمة من التهميش في زمن الخامنئي كغيرها من الاحزاب والمنظمات المقربة من الحكومة زمن الامام الخميني، حيث تم اغلاق صحيفتها الرسمية وتمت رد صلاحية البعض من اعضائها للانتخابات النيابية، كما أن تعرض الكثير من قياداتها مثل «بهزاد نبوي» للمحاكمة والتضيق (وهو الذي قد مدحه الامام الخميني في أكثر من مناسبة)
إلى جانب سيد مصطفي تاج زاده الذي تمت تلفيق تهم له حتى لا يتكمن من ترشيح نفسه في الانتخابات، استمرت حبسه أشهر متعدده وتمت محاكمته ثم الإفراج عنه.
كما أن العضو في المنظمة «سید هاشم آقاجری» وبعد محاظره له في جامعة طهران اعتقل واتهامه بالإساءة للإسلام والعلماء وطلب الشيخ «مصباح يزدي» اعدامه في لعبة سياسية للضغط على المنظمة والحد من نشاطها السياسي، إلا أن بعد صدور حكم الإعدام تدخل الخامنئي وتمت اعلان براءته من التهم التي عليه.

## انتخابات الرئاسة الأخيرة 2009
في عام 2009، قامت هذه المنظمة باعلان الحماية الكاملة للمرشح ميرحسين موسوي، واعلنت بأنه المكمل لخط الامام الخميني وبعد اعلان النتائج بساعات تم القاء القبض على أغلب القيادات في المنظمة.

## ابرز المعتقلين بعد الانتخابات
بهزاد نبوي (عضو مؤسس، مستشار تنفيذي في حكومة ميرحسين الموسوي قبل وفاة الامام الخميني، عضو سابق في مجلس الشورى ونائب رئيس المجلس في الدورة الخامسة)
سيد مصطفی تاج‌زاده (عضو مجلس شورى المنظمة، عضو في حزب المشاركة الإصلاحي، ووكيل وزارة الداخلية في حكومة خاتمي)
امیر حسین مهدوی (عضو في المنظمة، عضو حملة ميرحسين موسوي الانتخابية)